# 世纪城站
世纪城站位于成都市高新区天府大道中段，是成都地铁1号线和18号线的车站。1号线车站作为一期工程南端终点站，于2010年9月27日启用；18号线车站于2020年9月27日启用。因临近世纪城新会展中心而得名。在建设过程中的工程名为“新会展中心站”。

## 车站结构
1号线世纪城站是一个侧式站台车站，总长136米左右，宽约30米，总建筑面积9730平方米，临近成都地铁控制指挥中心，周边拥有可容纳500辆汽车的地下停车场。18号线世纪城站为地下二层岛式车站。
|                                         |  | 18号线往火车南站（锦城广场东） |
| 島式 · 開左邊车门 · 无障碍卫生间 哺乳室 |  |                                |
|                                         |  | 18号线往天府机场北（海昌路）   |

| 側式 · 開右邊车门                     |  |                                   |
|                                       |  | 1号线往韦家碾（锦城广场）         |
|                                       |  | 1号线往科学城或五根松（天府三街） |
| 側式 · 開右邊车门 · 自助购票 客服中心 |  |                                   |

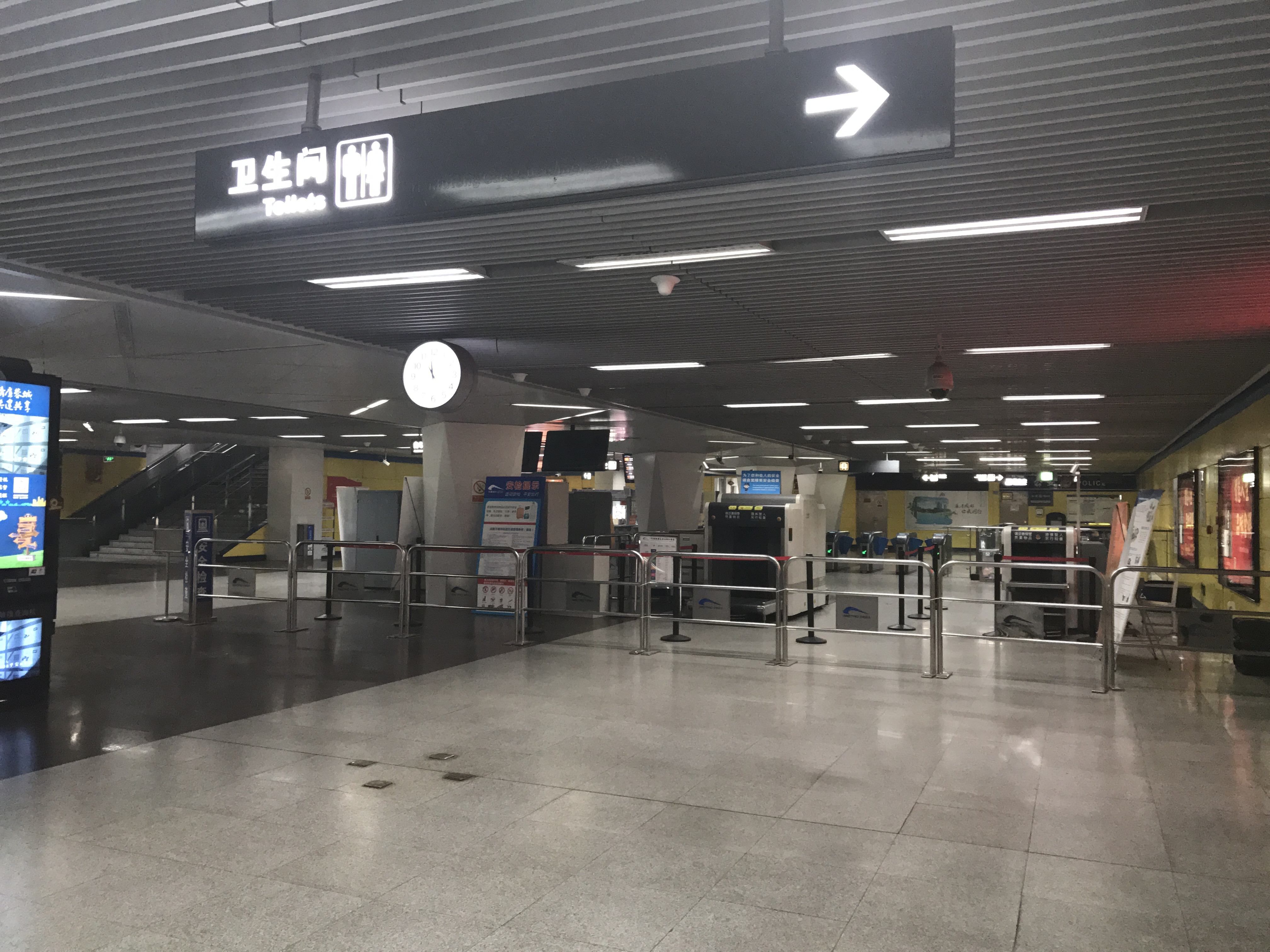
站厅层北侧
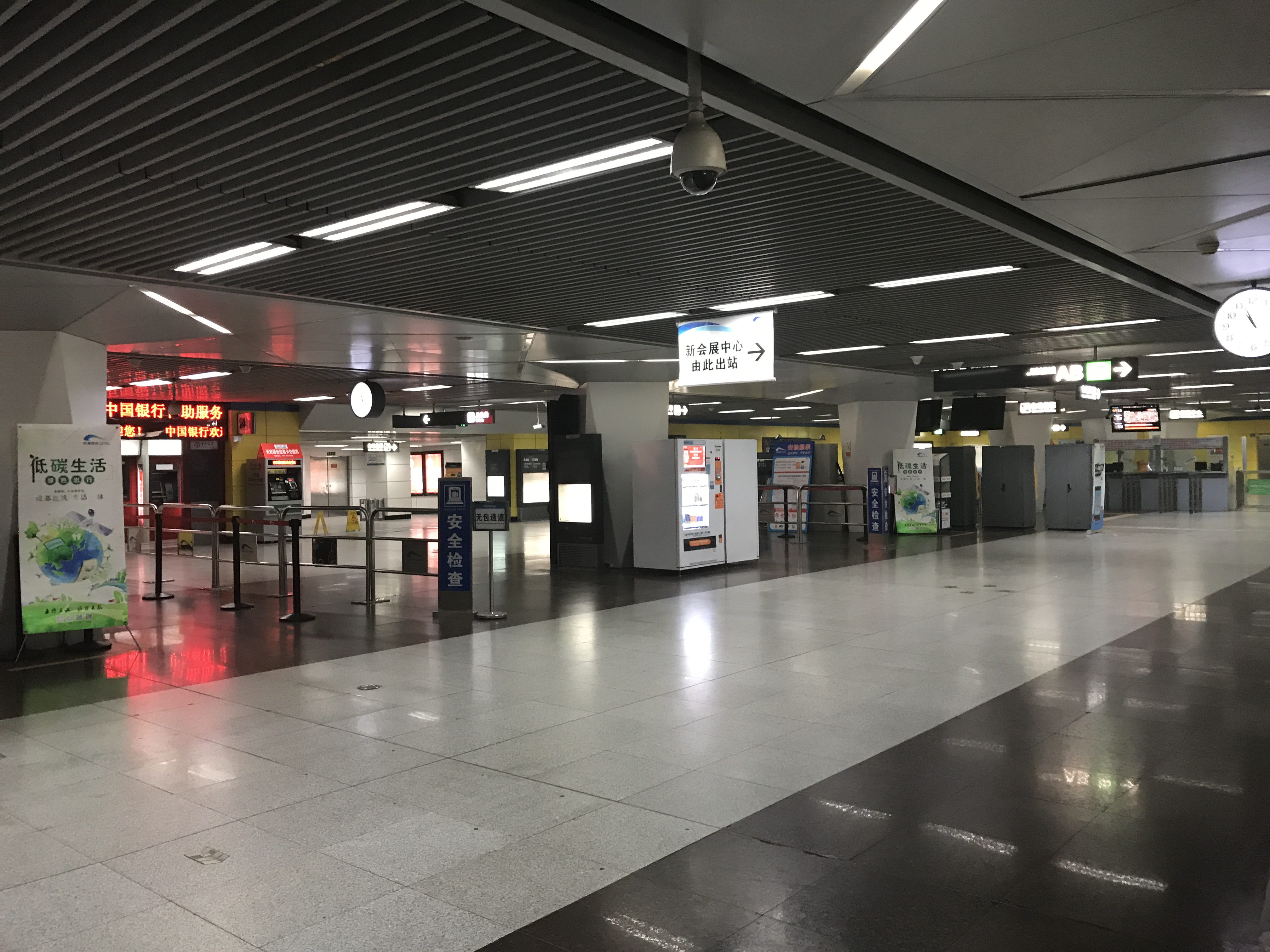
站厅层南侧
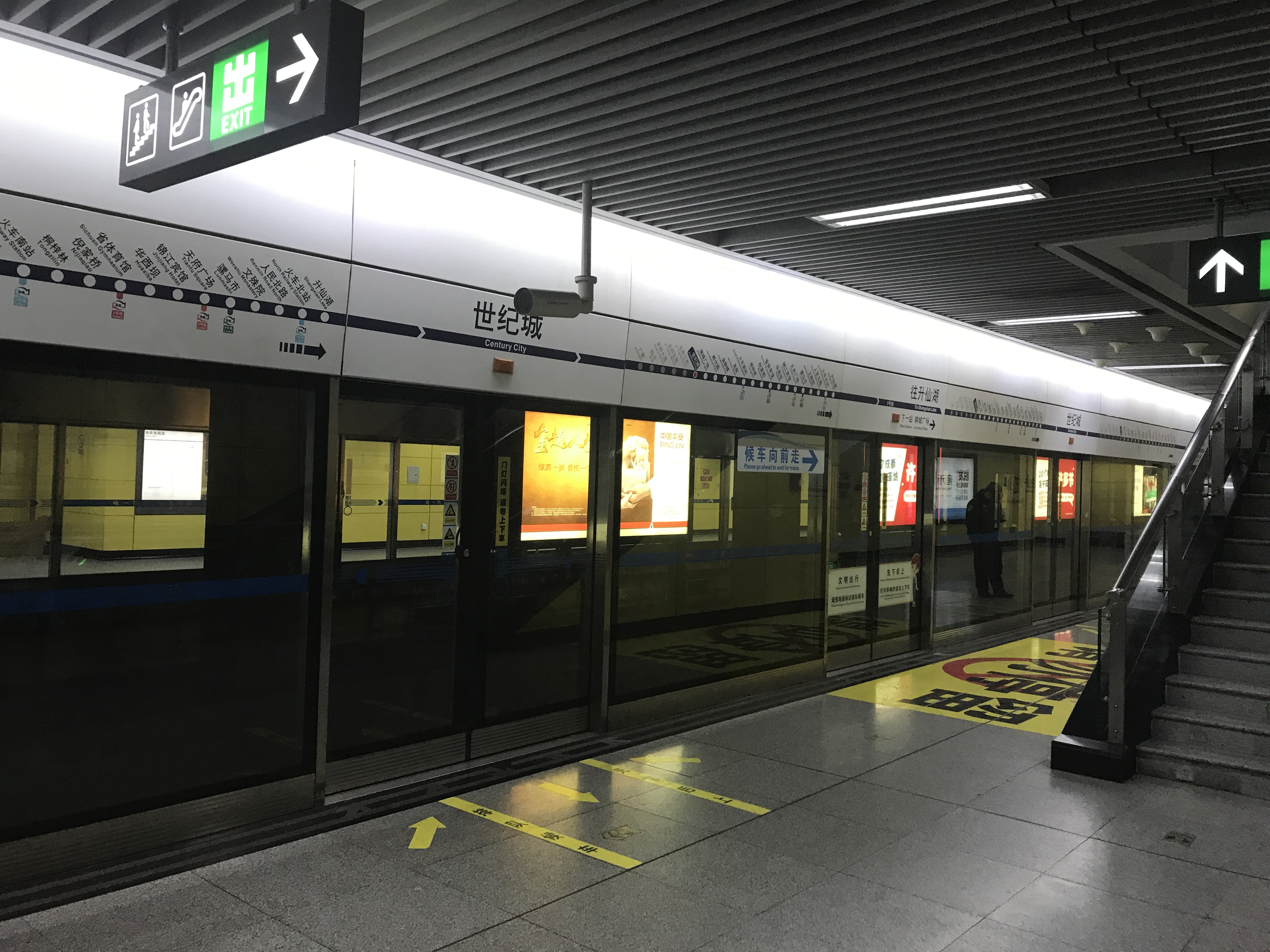
1号线站台（韦家碾方向）

## 出入口
本站目前开放6个出入口，1号线站厅设有世纪城上闲里商业街的连通口。原先1号线的C1、C2、E出口因18号线施工占用而拆除，新设置的C、E出口均连通18号线站厅。
|                 |            |                                                          |      |
|                 |            |                                                          |      |
| 编号            | 设施       | 指示                                                     | 照片 |
| 连通 1号线站厅  |            |                                                          |      |
|                 |            | 天府大道中段、吉瑞三路、吉庆五路、吉庆四路、汇尚公园     |      |
| 出口 · B        |            | 天府大道中段、吉庆五路、吉瑞五路、天府二街               |      |
| 连通 18号线站厅 |            |                                                          |      |
| 出口 · C        |            | 天府大道中段、世纪城路、天府二街、天府软件园、国际人才城 |      |
| 出口 · D        |            | 天府大道中段                                             |      |
| 出口 · E        | 无障碍电梯 | 天府大道中段                                             |      |
| 出口 · F        |            | 天府大道中段、成都世纪城新国际会展中心、四川广播电视台   |      |

## 公交换乘
185路; 188路; 240路; 298路; 501路; 504路; 华阳4A路; 华阳4B路; 华阳5路等

## 未来发展
规划中的33号线也会经过本站，届时本站成为1号线、18号线、33号线的三线换乘站。